# José Antonio Donaire Benito
José Antonio Donaire Benito (Salamanca, 8 de juliol de 1968) és un geògraf català d'origen castellà, diputat al Parlament de Catalunya en la VII i la VIII legislatures.

## Biografia
Doctorat en geografia per la Universitat Autònoma de Barcelona, s'establí a Sant Feliu de Guíxols. Especialista en estudis sobre ordenació i planificació d'espais turístics, ha fet recerques a les Universitats de Tunis, Edmonton i Mont-real. Ha estat director de l'INSETUR (Institut Superior d'Estudis Turístics) de 1998 a 2001 i professor de geografia humana a l'Escola de Turisme de la Universitat de Girona.
Afiliat al PSC-PSOE des de 1997, ha estat diputat al Parlament de Catalunya el 2004-2006 i el 2008-2010, substituint altres diputats que havien renunciat a l'escó. Ha estat vicepresident de la Comissió d'Estudi de la Situació de la Pesca a Catalunya. També ha estat regidor de l'Ajuntament de Sant Feliu de Guíxols encarregat de les àrees d'Urbanisme i de Promoció Econòmica.
Blocaire des de l'abril de 2005. Va ser un dels diputats de referència durant l'esclat del Parlament 2.0 a la cambra catalana. És un apassionat de les xarxes socials. Ha escrit sobre la nova política i comunicació amb un dels píxels més afinats de la Internet catalana.
El gener de 2021 va publicar La síndrome del Dr. Strangelove, un recull de contes de l'editorial Columna.

## Obres
- Itineraris turístics a la ciutat de Girona: els recorreguts del barri vell amb Núria Galí Espelt, Girona : Universitat de Girona, Institut del Patrimoni Cultural, 2006. ISBN 978-84-934685-8-3
- El turismo a los ojos del postmodernismo: una lectura desde la dialéctica socioespacial: la Costa Brava, Tunicia y los malls, Universitat Autònoma de Barcelona, 1997. ISBN 84-490-0784-4
- Turismo cultural. Entre la experiancia y el ritual, Vitel·la, Girona, 2012. ISBN 9788493851408
- La síndrome del Dr. Strangelove, Columna edicions, Barcelona, 2021. ISBN 9788466427340